# Marcella Ficca Monaco
 (juillet 2021).
Si vous disposez d'ouvrages ou d'articles de référence ou si vous connaissez des sites web de qualité traitant du thème abordé ici, merci de compléter l'article en donnant les références utiles à sa vérifiabilité et en les liant à la section « Notes et références ».
Marcella Ficca, épouse Monaco (1915-2001), est une antifasciste et partisane italienne, médaille d'argent à la valeur militaire.

## Biographie
Marcella Ficca Monaco est active comme antifasciste depuis les années 1930, avec son mari Alfredo Monaco qui, en 1943, adhère au Parti socialiste italien.
Après l’occupation allemande de Rome, Marcella Monaco exerce une activité partisane en tant que relais, chargée du transport d’armes et donnant asile aux partisans recherchés et blessés dans la maison de la Via della Lungara 28B, située à l’intérieur de la prison  Regina Cœli assignée à son mari en tant que médecin de la prison.
Cette circonstance, le 24 janvier 1944, lui permet de faire évader de Regina Coeli de Sandro Pertini, Giuseppe Saragat et cinq autres prisonniers politiques tous condamnés à mort pour activités antifascistes. L’évasion est organisée par Giuliano Vassalli et Giuseppe Gracceva, commandants des formations socialistes romaines, Brigades Matteotti,.
Recherchée par les SS, Marcella Monaco entre en clandestinité jusqu’au jour de la Libération de Rome, tandis que ses deux fils, Giorgio de six ans et Fabrizio de deux ans, sont cachés dans des instituts religieux extraterritoriaux. Avec l’avènement de la République, elle retourne à son activité domestique. Elle est décédée en 2001 à l’âge de 86 ans.

## Distinctions
- médaille d'argent à la valeur militaire, accordée par décret du président du Conseil des ministres le 26 février 1948.